# Bedford hercege
A Bedford hercege főnemesi cím az angol főnemességben összesen hatszor került létrehozásra, öt különböző személy számára. Utoljára John Russell, VIII. Henrik és VI. Eduárd tanácsadója 1551-ben kapta meg a Bedford grófja címet, majd leszármazottja, az ötödik gróf, William Russell, 1694-ben – az angol forradalom után – Bedford hercegévé lett emelve. A Russell család jelenleg is birtokolja a Bedford grófja és hercege címeket. Mindkét cím az angliai Bedford városáról kapta nevét.
A Bedford hercegi címhez kapcsolódó mellékcímek a következők: Tavistock márkija (1694), Bedford grófja (1550), Russell bárója (1539), Thornhaugh Russel bárója (1603) és Howland bárója (1695). A herceg legidősebb fiának, örökösének udvariassági címe Tavistock márkija.
A család székhelye a bedfordshire-i woburni apátság. A Russell család magánkápolnája és temetkezési helye a Buckinghamshire-i Chenies faluban található Szent Mihály-templom Beford magán-kápolnája. A család birtokában van a londoni Bedford-¡ingatlan is.
A szócikk speciális jelölései
A dőlt betűs, kurzív nemesi cím jelentése: a viselő az apja (esetleg nagyapja) második (harmadik) címét viseli, az az ő az örökös vagy az örökös örököse.

## Bedford grófja
Mivel a Bedford grófja címet a Russellek előtt csak ketten viselték, ezért ez a szócikk mutatja be őket röviden. A Bedford grófja címet három alkalommal hozták létre, mindhárom alkalommal az Angol Királyságban. Az első két létrehozás nem volt hosszú életű. A harmadik esetben a címet elnyerő Russell család ötödik generációja családfőjét herceggé emelték, az önálló maradt Bedford grófja cím azóta a Bedford hercege címmel együtt öröklődik.

### Bedford grófja első létrehozás (1138)
Hugh de Beaumont, 1st Earl of Bedford
1138-ban István király politikai megfontolásból Leicester 1. grófjának harmadik fiát, Hugh de Beaumont-t – csúfnevén Hugh the Pauper-t, vagy vir laxus et effeminatus-t – Bedford grófjává nevezte ki, és elrendelte, hogy vegye feleségül Simon de Beauchamp örökösnőjét. A birtokközpont várát Simon unokaöccse, Miles de Beauchamp tartotta. István utasította, hogy adja át a várat Hugh-nak, és tegyen neki hűbéresküt, de Miles ezt megtagadta. A király nagy sereggel ostrom alá vette Bedfordot, de öt hét után el kellett vonulnia, és a vár végül Henry of Blois, winchester püspöke kezére került. Hugh a várat nem tudta megtartani, és grófi címét is elveszítette. Az eset ugyanakkor nyitánya volt annak, hogy a grófság Angliában társadalmi rangként meggyökerezzen. A grófi cím létét nem minden forrás ismeri el.

### Bedford grófja második létrehozás (1366)

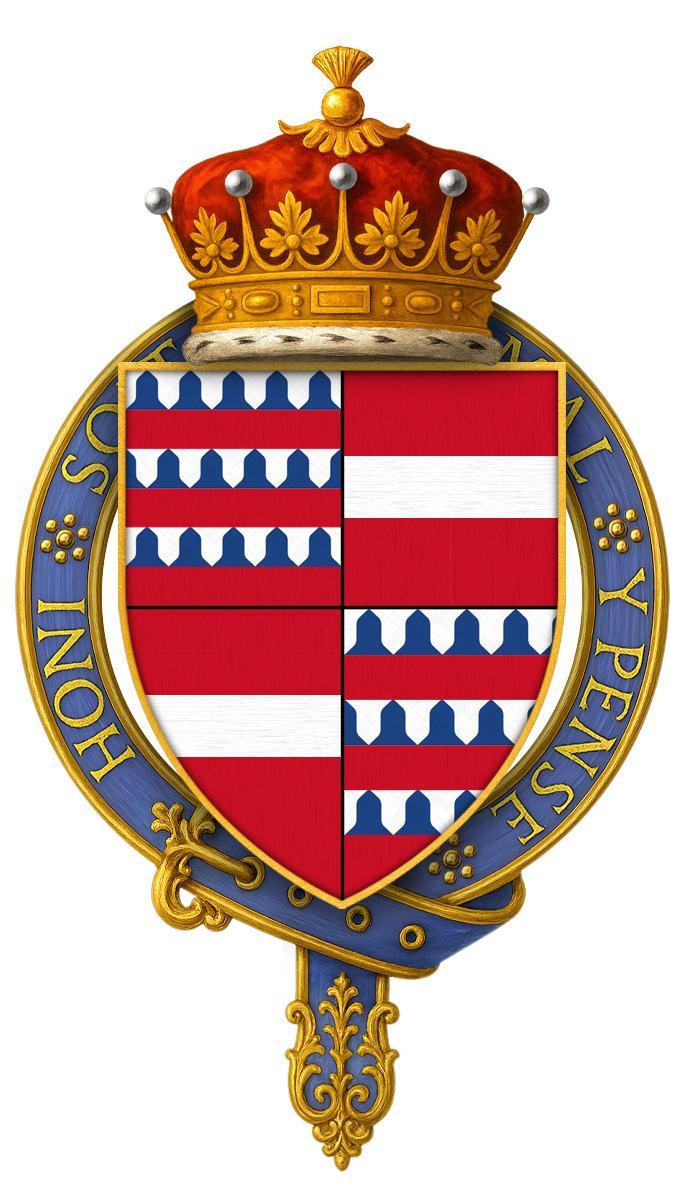
A Coucy címer a Térdszalagrenddel ővezve

Enguerrand VII de Coucy, Bedford grófja, Soissons grófja, KG
Katharina von Habsburg (1320–1349) fia, Enguerrand VII de Coucy (1340–1397) (néha: Ingelram de Coucy) a francia Coucy-ház utolsó egyenesági férfi leszármazottja. Apja halála után fiatalon örökölte a családi birtokokat. 1359-ben túszcsere kapcsán angol fogságba került, ahol III. Eduárd angol király lányát, Izabellát vette feleségül 1365-ben, így angol birtokokat és a Bedford grófi címet is megszerezte. Két lányuk született, majd felesége halála után újraházasodott Lorraine-i Izabellával, akitől szintén lánya született. II. Richárd angol király trónra lépésekor lemondott minden angol címéről. Részt vett a Jacquerie felkelés leverésében, a Gugler-hadjáratban, a flamand vagy genti felkelésben és a mahdiai keresztes hadjáratban. Jelentős diplomáciai szerepet játszott a százéves háború alatt, de kétszer is visszautasította a francia fővezéri címet. 1396-ban a nikápolyi csatában fogságba esett, és 1397-ben pestisben halt meg Bursában.

### Bedford grófja harmadik létrehozás (1551)
Lásd lejjebb, itt!

## Bedford hercege

### Bedford hercege első létrehozás (1414)
John of Lancaster, Bedford 1. hercege
John of Lancaster, (néha: John of Platenegenet), IV. Henrik angol király harmadik fia volt (1389. június 20. – 1435. szeptember 14.). 1404-ben a skót határvidék főparancsnoka lett, majd bátyja, V. Henrik Franciaországban hadakozott, több alkalommal Anglia kormányzójaként (guardian/protector) szolgált. 1414-ben kapta meg a Bedford hercege és a Kendal grófja címeket életre szólóan, azaz nem örökölhetően. Pár hónappal később az uralkodó neki ígérte az örökölhető Richmond grófja címet, amit abban a pillanatban Ralph Neville, Westmorland grófja viselt, de nem volt ennek a címnek örököse. A százéves háború során Franciaország régenseként és a fiatal VI. Henrik angol király gyámjaként jelentős katonai és közigazgatási munkát végzett. Legnagyobb győzelmét 1424-ben aratta Verneuil-nél, ahol francia és skót seregeket vert meg. Szövetségre lépett I. János burgundi herceggel akinek húgát, Annát feleségül vette 1423-ban. Anna halála után 1433-ban feleségül vette Jacquetta de Luxembourgot.
Bedford nevéhez fűződik Jeanne d’Arc pere és máglyahalála, amelyet nem akadályozott meg. 1431-ben ő szervezte VI. Henrik angol király francia királlyá koronázását Párizsban. Noha próbálta fenntartani az angol befolyást Franciaországban, politikai helyzete megrendült, amikor Burgundia 1435-ben különbékét kötött a franciákkal. Bedford ugyanabban az évben, szeptember 14-én halt meg Rouenben. Hivatalos utód nélkül hunyt el, vele kihaltak címei. Bátor, következetes és jó kormányzóként tartják számon, aki a körülmények ellenére is próbálta fenntartani a rendet és az angol uralmat Franciaországban.

### Bedford hercege második létrehozás (1433)
Bedford hercege 1433-ban ismeretlen okból visszaadta hercegi címét – és vélhetően Kendal és Richmond grófi címeit is – az uralkodónak, aki újra létrehozta azokat. A címeket ismét éltre szólóan adta meg az uralkodó – megerősítette korábbi döntését –, hogy így vegyék elejét John  törvénytelen fia, Richard esetleges cím-követelésének. Richardot 1434-ben, apja utolsó életévében, VI. Henrik törvényesítette.

### Bedford hercege harmadik létrehozás (1470)
George Neville, Bedford 1. hercege
George Neville (1465 – 1483. május 4.) a Neville család szépreményű tagja volt. Apja John Neville, Northumberland grófja (később Montagu márkija), anyja Isabel Ingoldisthorpe, Tiptoft örökösnője volt. Anyai ágon a Tiptoft-örökség révén, apai ágon pedig nagybátyja, Warwick grófja révén jelentős vagyon várományosa volt. 1470-ben Bedford hercegévé tették, mivel eljegyezték Erzsébet yorki hercegnővel. A következő évben apja és nagybátyja fellázadt IV. Eduárd ellen, és elesett a barneti csatában. Bár nem sújtotta őket hivatalosan fővesztés, George mégsem örökölhette apai vagy anyai felmenői vagyonát. 1475-ben a parlament a Neville-birtokokat a Warwick-lány férjének, Gloucester hercegének (később III. Richárd) ítélte. 1478-ban, nagykorúsága előtt a parlament visszavonta hercegi rangját, hivatalosan azzal az indokkal, hogy nincs elegendő jövedelme a cím méltó viseléséhez. A címet ezután IV. Eduárd fiának, a csecsemő Györgynek adták. George Neville tizennyolc éves korában halt meg, jelentős örökség nélkül.

### Bedford hercege negyedik létrehozás (1478)
- Yorki György angol királyi herceg

### Bedford hercege ötödik létrehozás (1485)
- Jasper Tudor, Bedford hercege

## A Russell család

Dorset megye

A Russel család Dorset megyei nemes család, amelynek tagjai a XIV-XV. század során számtalan helyi tisztséget viselt. Stephen Russell (1380–1438) feleségétől, Alice de la Tour-tól származik Henry Russell (–1410), aki jelentős borkereskedő és hajózási vállalkozó volt, valamint négyszer képviselte Dorset megye Weymouth városát a parlamentben. Henry felesége Elizabeth Herring volt, John Herring leánya. Az ő fiuk volt John Russell (–1505), az ő felesége Alice Froxmere, John Froxmere leánya volt. Gyerekeik egyike volt James Russell (–1505). James első felesége Alice Wyse (1440–1515) volt, Thomas Wyse leánya. Az ő fiuk az 1485 körül, valószínűleg a dorseti Berwick-by-Swyre településen született John Russell.
A Russell-család származása bizonyosan csak Henry Russell apjáig, Stephen Russellig vezethető vissza. Henryt és Stephent is „Gascoigne“ néven is említették a Russell mellett, feltehetően franciaországi borkereskedelmi tevékenységük miatt. Egy 1442-es irat például így utal rá: „Henry Russell of Weymouth, merchant, alias Henry Gascoign, gentleman” (Henry Russell Weymouthból, kereskedő, más néven Henry Gascoign, úriember). A nemesi Russell családban – különösen a Bedford 2. grófja idején – sokáig azt hitték, hogy a család a dorseti Kingston Russell ősi Russell családjától származik, amely Berwick-by-Swyre-től három mérföldre északkeletre fekszik. Ezt a származási elméletet azonban Gladys Scott Thomson elvetette Two Centuries of Family History (London, 1930) című, alapos és tudományos igényű munkájában, amely a Bedford grófok korai családfáját tárgyalja.

### Bedford grófja harmadik létrehozás (1551)
John Russell, Bedford 1. grófja KG PC

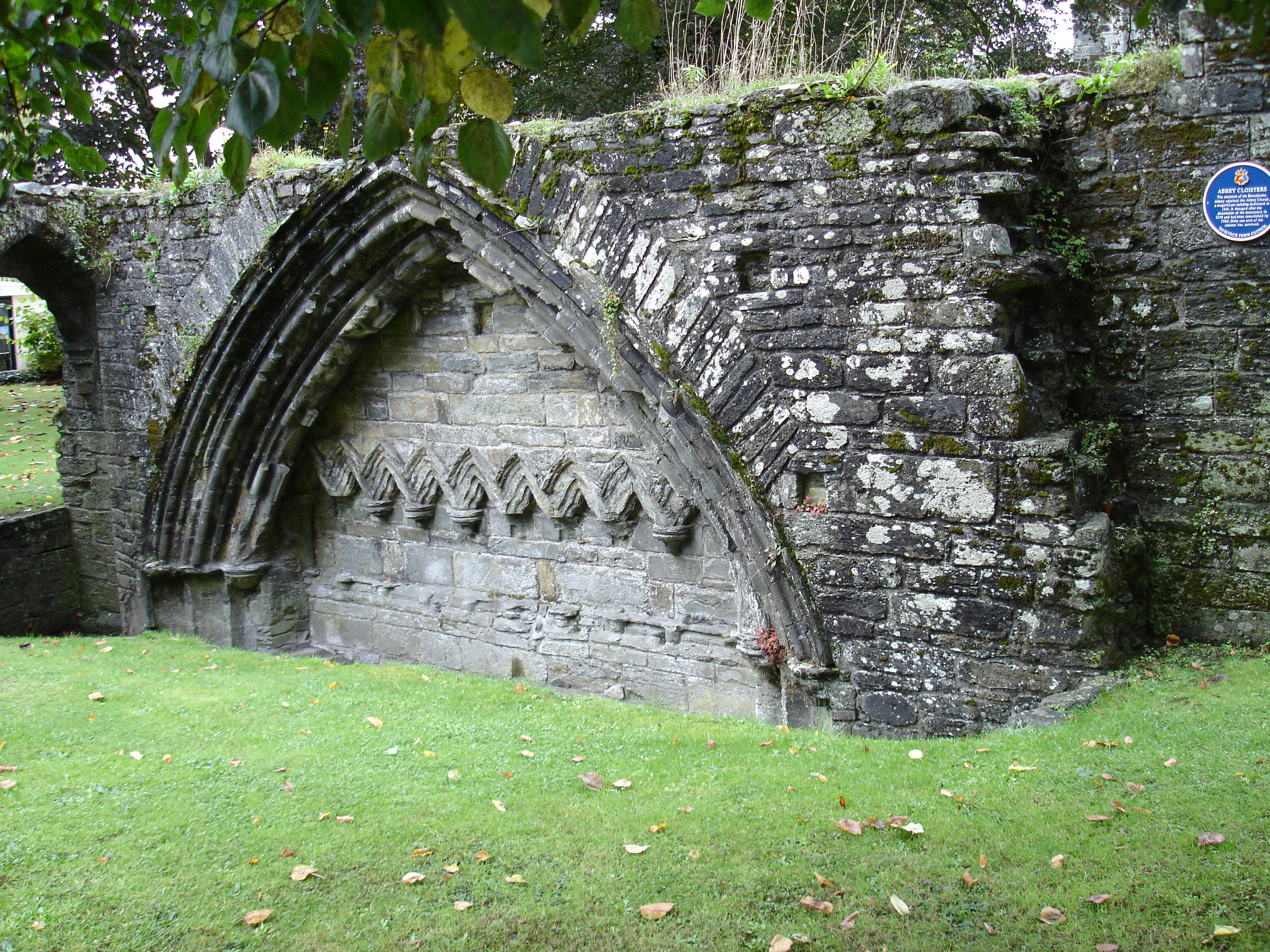
A Tavistocki apátság, más néven a Szent Mária és Szent Rumon apátsága, romos bencés kolostor a Devon megyei Tavistockban. Az apátsági templomot 997-ben dán portyázók elpusztították, majd a második apát, Lyfing alatt újjáépítették. A templomot 1285-ben ismét átépítették, majd az apátság nagy részét 1457–1458 között újjáépítették. Az apátságot 1539-ben feloszlatták. Az épületegyüttesből csak a refektórium, két kapu és egy tornác maradt fenn

John Russell (~1485–1555) korán kapcsolatba került az udvarral, 1507-től VII. Henrik, majd 1509-től VIII. Henrik király titkos kamarása lett. 1513-ban részt vett a francia hadjáratban, majd 1522-ben Morlaix ostrománál elvesztette a jobb szemét. Még abban az évben lovaggá ütötték. Katonai és diplomáciai feladatokat egyaránt ellátott: 1523-ban titkos küldetést teljesített Franciaországban, tárgyalt Bourbon hercegével, részt vett Marseille ostromban, majd 1525 februárjában ott volt a paviai csatában is. Később követként járt VII. Kelemen pápánál is. Az 1520-as évektől egyre több tisztséget kapott: Somerset és Dorset sheriffje, majd 1529 és 1536 között Buckinghamshire képviselője a parlamentben. 1536-ban részt vett a „Kegy zarándoklata” (Pilgrimage of Grace) nevű katolikus lázadás leverésében.
1537-ben a királyi háztartás főszámvevője lett, majd 1538-ban Titkos tanácsos, 1539-ben pedig Russel bárója címet kapott. Ugyanebben az évben a Térdszalagrend lovagjává avatták, és megkapta Cornwall főudvarmesteri és az ércbányák felügyelői tisztségét. 1540-ben főadmirálissá nevezték ki, 1542-től pedig a titkos pecsét őre volt, Oxford egyetem főudvarmestere, és több megyében is hadnagyként szolgált. 1545-ben az angol hadsereg elővédjének főparancsnoka volt Boulogne ostrománál.
VIII. Henrik halálakor, 1547-ben Russell a végrendeletének végrehajtója és a kiskorú VI. Eduárd király tanácsosa lett. 1550. január 19-én Bedford grófjává emelték. Aktívan támogatta az anglikán reformokat, és részt vett az egyházi képrombolások végrehajtásában. Bár 1553-ban aláírta Lady Jane Grey trónöröklési rendeletét, később I. Mária királynő oldalára állt, aki megerősítette őt tisztségeiben. 1554-ben Spanyolországba utazott, hogy tárgyaljon Mária és II. Fülöp házasságáról.
Jelentős földbirtokokat szerzett, különösen a kolostorok feloszlatása után: többek közt megkapta a tavistocki és thorney-i apátságot, Woburn apátságát, valamint Londonban a mai Covent Garden területét. Ezek révén megalapozta a Russell család későbbi gazdagságát és politikai súlyát.
Francis Russell, Bedford 2. grófja KG PC

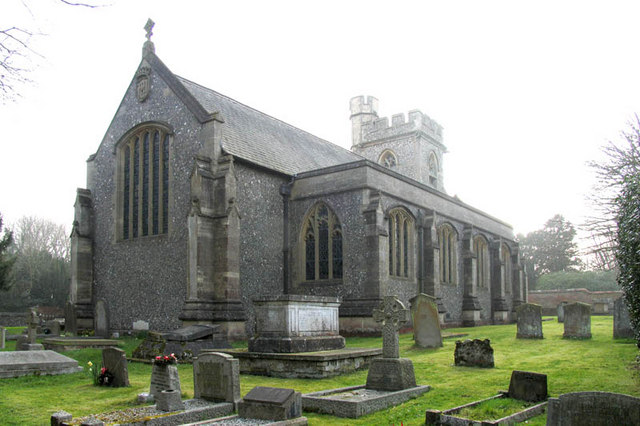
Chenies-i Szent Mihály templom a Bedfordok oldal kápolnájával, a család temetkezési helye. A Buckinghamshire-i Chenies falut 1180-tól a Cheney család birtokolta, majd házasság révén egymás után a Semark és Sapcote családokra szállt, végül 1526-ban a Russell családé lett. 1954. június 12-én az egész falut árverésen eladták el, hogy fedezzék a Hastings Russell, Bedford 12. hercege halála után keletkezett örökösödési illetéket. A 678 hektárnyi birtokhoz hét tehenészet, 44 lakóház, egy szálloda, száz hektár erdő, vízitorma-ágyások és halászati jogok tartoztak.

Francis Russell (~1527–1585) cambridge-i King's Hallban tanult, majd 1544-ben apjával részt vett a franciaországi Montreuil-i ostromában. 1547–1552 között Buckinghamshire parlamenti képviselője volt, vélhetően ő volt az első olyan főnemesi örökös, aki a Lordok házába való behívása előtt a képviselőházban szolgált. 1547-ben Bedfordshire és Buckinghamshire sheriffje, 1552-ben Buckinghamshire hadnagya. 1549-ben részt vett a devoni felkelés leverésében. 1550 januárjában apját Bedford grófjává emelték. Francis címe Lord Russell lett, és 1552-től már a parlamentben felsőházába tartozott.
Református nézeteket vallott, levelezett ifj. Thomas Wyatt-tal, és emiatt Mária királynő uralkodása elején börtönbe vetették. Szabadulása után Itáliába ment, ahol külföldi reformátorokkal került kapcsolatba. 1557-ben részt vett a Saint-quentini csatában-i csatában, ahol II. Fülöp spanyol király hadseregében harcolt. 1555-ben apja halála után Bedford grófja lett.
I. Erzsébet trónra lépése (1558) után fontos szerepet kapott az államügyekben: Titkos tanácsos lett, és több diplomáciai küldetésre indult Franciaországba IX. Károly királyhoz és Skóciába I. Mária skót királynőhöz. 1564-től 1567-ig Berwick kormányzója és Skócia keleti határvidékének őrzője volt, tárgyalásokat folytatott Erzsébet és Mária között. 1566-ban részt vett Mária fiának, Jakab hercegnek (későbbi I. Jakab) keresztelőjén Stirling várában, ahol ő képviselte Erzsébet királynőt. Mária ajándékként egy gyöngyökkel, gyémántokkal és rubinokkal díszített aranyláncot adott neki.
1569-ben, az északi felkelés idején Walesbe küldték, 1572-ben Norfolk hercege felett ítélkezett. 1576-ban a walesi tanács elnöke lett, majd 1581-ben tagja volt annak a küldöttségnek, amely Erzsébet és Ferenc alençoni herceg közötti házasságot próbálta előkészíteni. A Térdszalagrend lovagjává 1564-ben ütötték. 1553 és 1580 között a Stannaries (ónbányavidékek) őrzője volt. 1584–1585 között Cornwall, Devon és Dorset hadnagya, valamint a Trent folyótól délre fekvő területek főbírája volt.
Elismert, népszerű és bőkezű főúrként tartották számon. 1585-nem halt meg, Chenies-ben temették el.
Edward Russell, Bedford 3. grófja
Edward Russell (1572. december 20. – 1627. május 3.) apját 1585-ben skót határvidéki összecsapásban ölték meg, a grófi címet Edward tizenhárom éves korában örökölte, nagynénje, Anne és férje, Ambrose Dudley, Warwick grófja voltak a gyámja. 1594-benn Stepneyben feleségül vette a tizenhárom éves Lucy Haringtont, Harington báró leányát, aki jelentős vagyont és a Minster Lovel-i birtokot hozta a házasságba. Lucy később kiemelkedő irodalmi mecénásként és udvari szereplőként vált ismertté. Edward politikai pályája során Devon megye főlevéltárnoka volt 1596 és 1619 között. Londonban a Strand északi oldalán lévő Bedford házban lakott. 1601-ben részt vett az Robert Devereux, Essex 2. grófja vezette lázadásban, amiért 10 000 font pénzbüntetést kapott és rövid ideig börtönbe került. Később a lázadásban való szerepét próbálta kisebbíteni. 1613-ban saját parkjában súlyosan megsérült egy lovasbalesetben. Egészsége soha nem állt teljesen helyre. 1627. május 3-án hunyt el a hertfordshire-i Moor Parkban megyében, örökös nélkül.
Francis Russell, Bedford 4. grófja PC

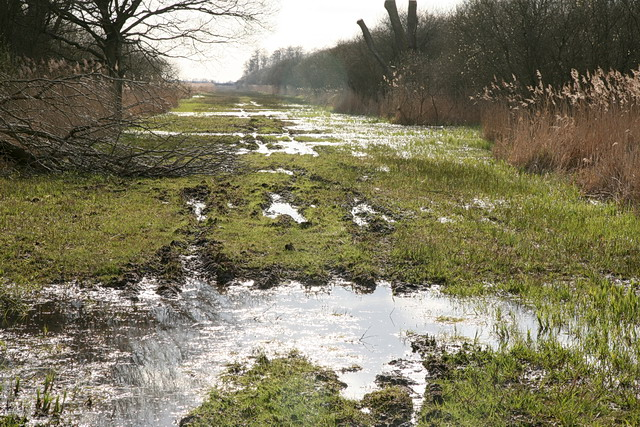
A Fens (jelentése: mocsarak) síkvidékének legnagyobb területe Anglia keleti részén található, és „The Great Level of the Fens” (kb. A Fens nagy síksága) néven ismert. Ez magában foglalja a Nene és a Great Ouse folyók alsó vízgyűjtő területeit, összesen mintegy -en terül el. Más néven Bedford-síkságnak is nevezik Francis Russell, Bedford 4. grófja után, aki a XVII. századi lecsapolási munkálatokban részt vevő úgynevezett „vállalkozók” (befektetők) vezetője volt. Fia lett a Bedford Level Corporation első kormányzója. A XX. században a láp-vidék határai megváltoztak, olyan lápvidékeket is magukban foglaltak, amelyek korábban nem tartoztak a Bedford Level Corporation hatáskörébe.

Francis Russell William Russell (1587. október 19. – 1641. május 9.) 1608-ban vette feleségül Catherine Brydgest, Giles Brydges, Chandos 3. bárója lányát. 1613-ban örökölte apja bárói címét (Thornhaugh Russel bárója), 1627-ben pedig unokatestvére, Edward halála után a Bedford grófi címet.
Fiatalkorában rövid ideig Lyme Regis parlamenti képviselője volt. 1623-ban Devonshire hadnagya. 1629-ben őrizetbe vették, mert részt vett Robert Dudley tiltott röpiratának terjesztésében, de hamarosan elengedték. 1640 áprilisában a rövid parlamentben már a király legfőbb ellenfelei közé tartozott, és szoros kapcsolatban állt John Pymmel és Oliver St Johnnal. Ugyanebben az évben azok közé a lordok közé tartozott, akik megtagadták a skótok meghívását Angliába, de támogatták őket törvényes eszközökkel.
1640 szeptemberében Bedford a parlament összehívását, a skótokkal való békekötést és a népszerűtlen miniszterek elbocsátását sürgette. Részt vett a riponi szerződés tárgyalásain, majd a Hosszú parlament 1640. novemberi megnyitásakor a parlamenti ellenzék vezetőjeként tartották számon. 1641 februárjában Titkos tanácsossá nevezték ki, és megígérték neki a kincstári főminiszteri (lord high treasurer) posztot. Bár a parlamenti oldalon állt, mérsékelt politikát képviselt, támogatta az állami bevételek rendezését, jó viszonyban maradt Laud érsekkel, és bár bűnösnek tartotta Strafford grófját, megpróbálta megmenteni az életét.
Bedford a kelet-angliai lápvidékek lecsapolásának egyik vezető alakja volt, óriási összegeket költött a munkálatokra, 17 500 hektár földet kapott cserébe. A vállalkozás 1638-ban királyi kézbe került, és a király külön földadományt adott a grófnak.
Francis Russell 1641. május 9-én hunyt el himlőben, 53 évesen. Clarendon szerint „bölcs ember volt, és túlságosan gazdag ahhoz, hogy a kormányzat megdöntésére törekedjen.” Halála után sokan úgy vélték, időben távozott: hírnevét és vagyonát egyaránt megóvta a közelgő polgárháborús összeomlástól. Négy fia és négy lánya született. Felesége 1657-ben hunyt el. Francis Russellt Chenies-ben, a Bedford-kápolnában temették el.
William Russell, Bedford 5. grófja, Bedford 1. hercege KG PC
William Russell (1616. augusztus – 1700. szeptember 7.) az oxfordi Magdalen College-ben tanult, majd 1635-ben Madridba utazott, hogy spanyolt tanuljon. 1637-ben tért vissza, és júliusban feleségül vette Anne Carrt, Robert Carr, Somerset grófja és Frances Howard egyetlen leányát és örökösét, aki 12 000 fontos hozománnyal érkezett a házasságba.
1640-ben Tavistock parlamenti képviselőjévé választották, majd 1641 májusában megörökölte Bedford grófi címet. Az Angol polgárháború elején a parlamenti oldalon állt: Devon és Somerset hadnagya lett, majd 1642 júliusában kinevezték a parlamenti lovasság főparancsnokává. Részt vett az edgehilli csatában, de 1643 nyarán áttért a royalista oldalra, és Gloucester ostromában, valamint az első newburyi csatában is harcolt. Csalódva a királyi udvarban 1643 decemberében visszatért a parlamenti oldalhoz, de nem fogadták vissza a Lordok Házába.
1644 után visszavonult a bedfordshire-i woburni birtokára, és az interregnum alatt nem vállalt szerepet. 1660-ban a restaurációt követően visszatért a politikába, presbiteriánus vezetőként. 1671-ben kinevezték Plymouth kormányzójává. 1672-ben elnyerte a Térdszalagrendet. 1673-ban az Earl Marshal hivatal egyik biztosává tették, 1688-ban Titkos tanácsossá nevezték ki. 1689–1700 között Cambridgeshire, Bedfordshire és Middlesex hadnagya volt, Cambridge város jegyzője is lett. Fiát, William Russellt 1683-ban a Rye House-összeesküvésben való részvétel miatt kivégeztetett, ami után Bedford visszavonult a politikától. Az Angol forradalom idején ismét bekapcsolódott a közéletbe, Vilmos és Mária koronázásán is jelen volt.
A hercegi időszakáról a képek alatt olvashat.

#### A Russell Bedford grófok festményen
- John, az első gróf, ifjabb Hans Holbein krétarajza.
- Francis, a fia, a második gróf
- Edward, Bedford 3. grófja. George Perfect Harding után készült kép a XIX. század elejéről. Teljes alakos ábrázolás fekete öltözetben, fehér gallérral. A fetmény a British Museum gyűjteményébe tartozik.
- Francis, Bedford 4. grófja (Henry Bone Vandyke után, 1827) Fekete bársony dolmányban, nadrágban és köpenyben álló alak, fehér csipkegallérral, hosszú szőke fürtökkel, hegyes szakállal és bajusszal; háttérben oszlop, arannyal hímzett vörös függöny és táj.
- William Russell, Bedford 5. grófja. Anthony van Dycknek tulajdonított portré 1640 körülről. A kép bal alsó sarkában téves felirat szerepel: „Francis Earl of Bedford”.

### Bedford hercege hatodik létrehozás (1694)
William Russell, Bedford 5. grófja, Bedford 1. hercege KG PC
Russel korábbi életéről, grófként véghezvitt tetteiről itt olvashat.
William Russellt 1694. május 11-én Bedford hercegévé emelték, az al- vagy mellékcíme a Tavistock márkija lett, ez utódainak udvariassági címe. 1695. június 13-án pedig megkapta Howland bárója címet is.
1700. szeptember 7-én hunyt el 84 évesen londoni otthonában, a Bedford House-ban. Szeptember 17-én temették el Cheniesben, a családi Bedford-kápolnában.

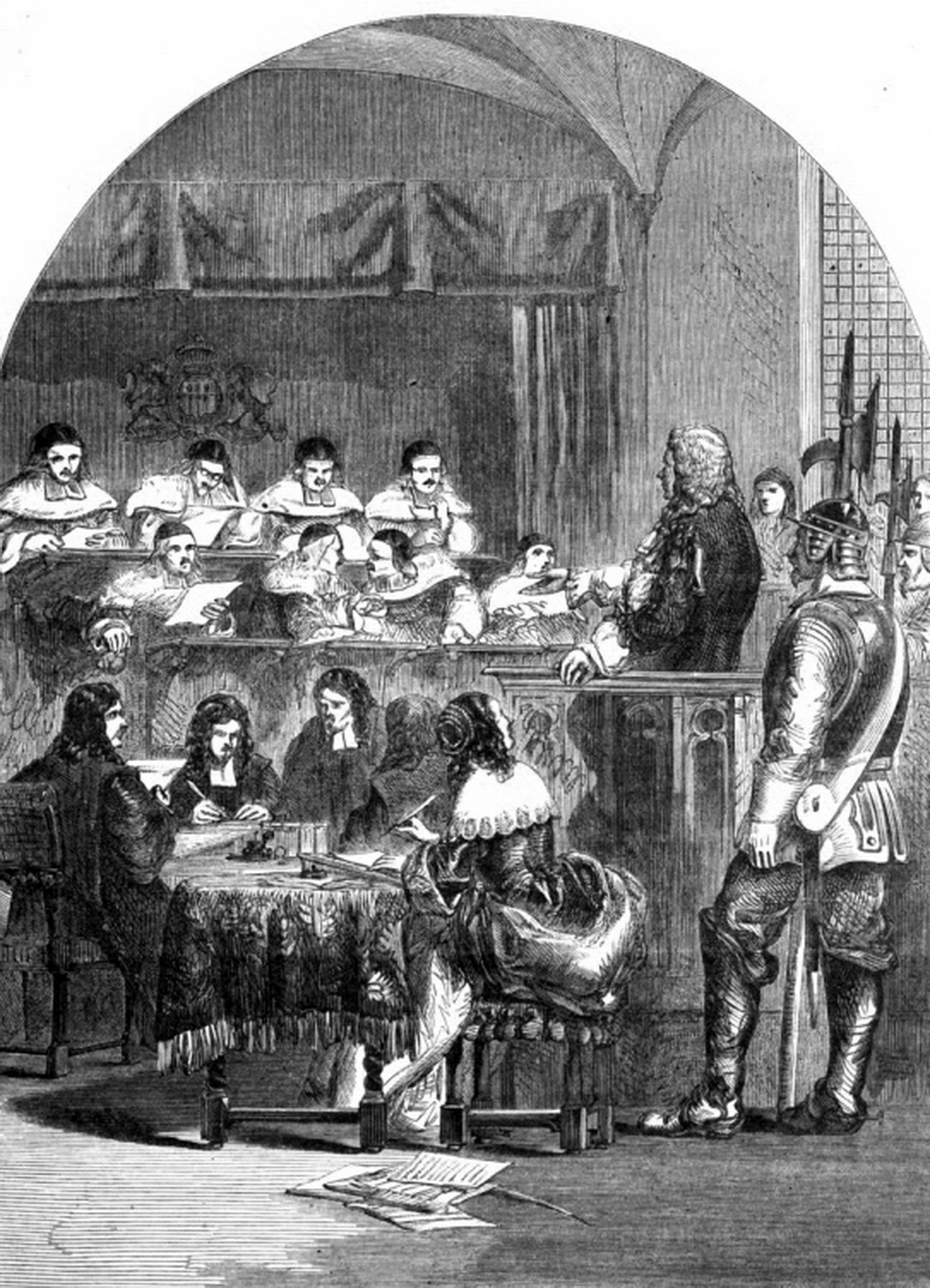
Lord William Russell pere. Az illusztráció Cassell: Illustrated History of England művének harmadik kötetében (499. oldal) jelent meg

William Russell, PC
William Russel (1639. szeptember 29. – 1683. július 21.) Cambridge-ben tanult, majd bátyjával együtt beutazta Európát. A restauráció után 1660-tól többször is parlamenti képviselő volt: Tavistock (1660–1679) és Bedfordshire (1679–1681) követe, 1679-től Titkos tanácsos, és 1678–1683 között apja örököseként a Lord Russell megszólítást használta.
Eleinte nem volt politikailag aktív, ám a katolikusellenes hangulat és a „country party” (a Whig elődje) megerősödése politikai szerepvállalásra késztette. Hevesen ellenezte II. Jakab trónöröklését, és vezető szerepet vállalt az ún. Exclusion-krízis idején, amikor az alsóházban többször is indítványozta Jakab kizárását az öröklésből. Franciaellenes, protestáns beállítottságú politikus volt, aki rokonságban állt a Ruvigny-család révén a hugenotta-menekültekkel is. Bár a francia udvar pénzzel próbálta befolyásolni az ellenzéki politikusokat, Russell elutasította az ajánlatokat.
1683-ban a Rye House-összeesküvés gyanúsítottjaként letartóztatták. Noha a merényletterv nem valósult meg, Russell a vád szerint részt vett egy lehetséges felkelés előkészítésében. A per során nem fogadhatott védőügyvédet, de felesége, Rachel titkárként jelen lehetett. A vád gyenge lábakon állt, a főbíró is enyhébb hangot ütött meg, de II. Károly nem kegyelmezett. Russell kivégzését végül lefejezésre enyhítették. 1683. július 21-én, a londoni Lincoln's Inn Fields-en hajtották végre az ítéletet. A hóhér, Jack Ketch, hírhedten ügyetlenül végezte a dolgot: több csapással és gyötrelemmel járó halált okozott.
Russellt 1689-ben, az angol forradalom után törvényesen rehabilitálták: az ellene hozott ítékletet visszavonták. A Whig történetírás mártírként tekintett rá, aki a protestáns öröklés és a parlamenti szabadság védelmében áldozta életét. Neve a Russell család politikai örökségének egyik legfontosabb oszlopa lett.
Wriothesley Russell, Bedford 2. hercege KG
Wriothesley Russell (1680. november 1. – 1711. május 26.) az anyai nagyapja vezetéknevét kapta keresztnévként, a Russellek így őrizték a Wriothesley család nevét és rangját.
A Wriothesley-család, Southampton grófjai

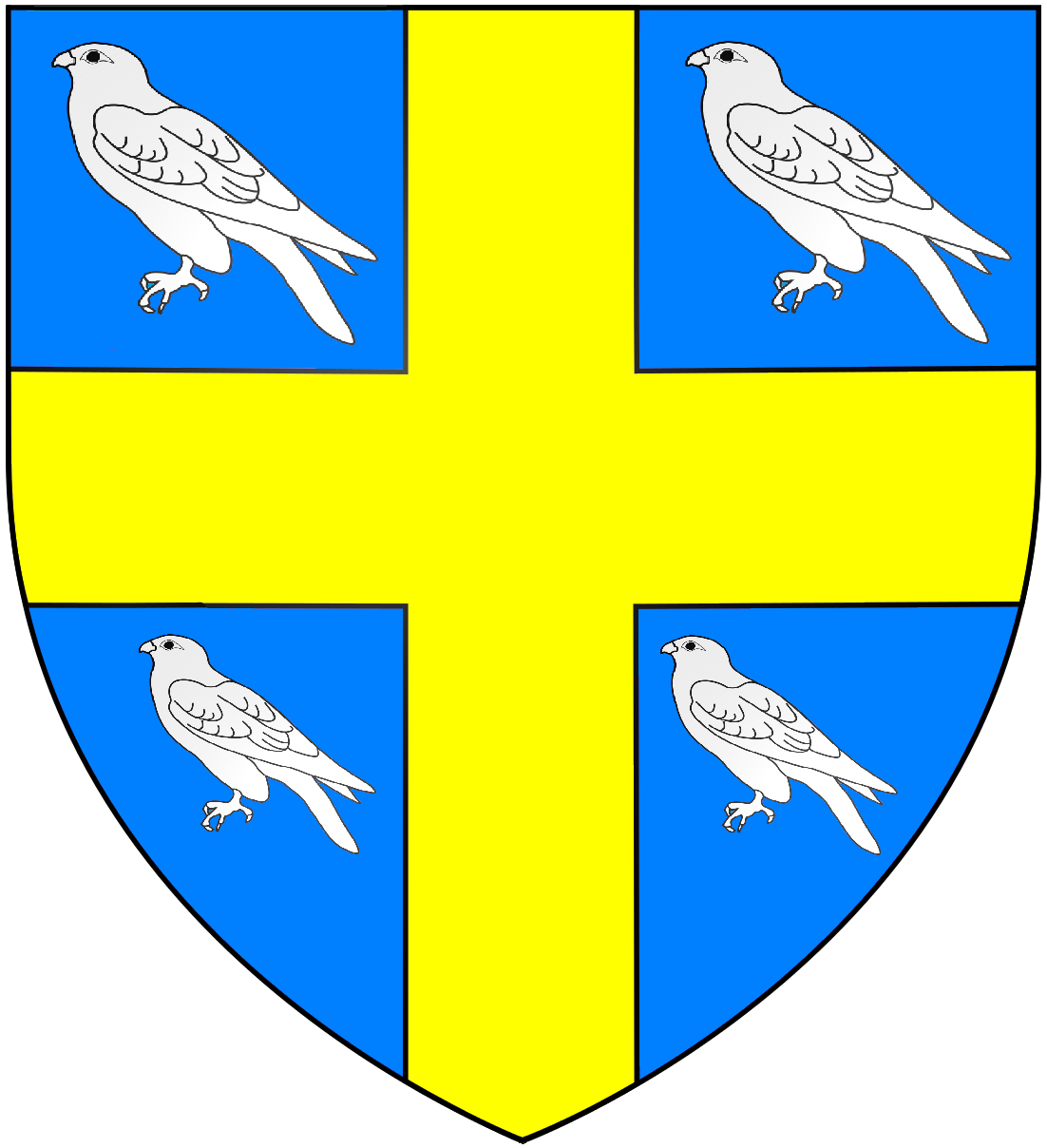
A Wriothesley címer: kék mezőben arany kereszt, a négy mezőben egy-egy összecsukott ezüst sólyom, arany csengőkkel

A Southampton grófja cím második létrehozása 1547-ben történt, Thomas Wriothesley (ejtsd: rózli /ˈroʊzli/), Wriothesley 1. bárója javára, aki 1544 és 1547 között lordkancellár volt. Őt már korábban, 1544-ben Wriothesley bárójává tették, szintén az angol főnemesség (Peerage of England) rendszerében. Halála után harmadik, de egyetlen túlélő fia örökölte a címet, aki a második gróf lett. Az ő halálával a cím második, de szintén egyetlen túlélő fiára, a harmadik grófra szállt, aki leginkább mint William Shakespeare mecénása ismert. Őt követte második, de egyetlen túlélő fia, a negyedik gróf, aki jelentős államférfi volt, és II. Károly alatt 1660 és 1667 között a Lord High Treasurer tisztségét töltötte be. 1653-ban apósát, Francis Leigh-t, Chichester 1. grófját követte annak különleges rendelkezéssel biztosított grófi címében, így lett Chichester második grófja is. Mivel azonban Lord Southampton-nak nem született fia, címei 1667-ben halálával kihaltak.

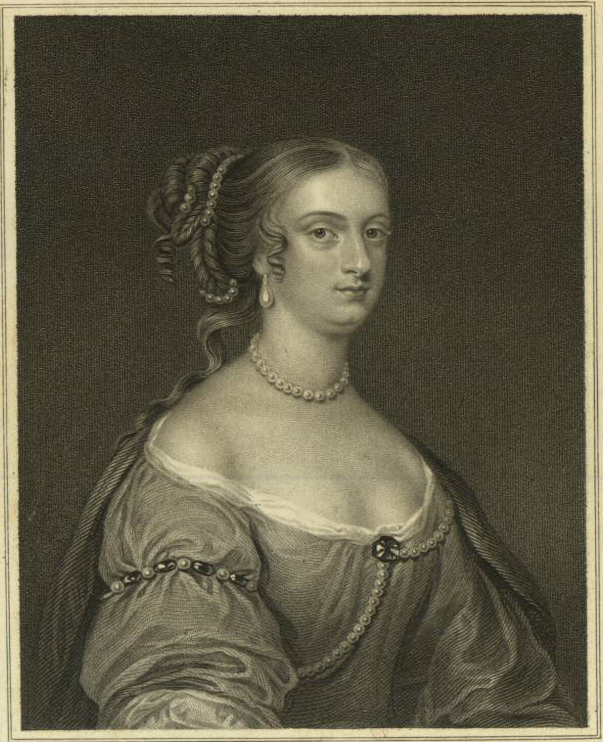
Rachel Wriothesley, John Cochran metszete Samuel Cooper metszete után

A 4. gróf után három lány maradt. Az első feleségétől, a hugenotta Henri de Massue, Ruvigny márkijának testvérétől, Rachel de Massue-tól két lánya született: Elizabeth és Rachael. Második házasságból született Elizabeth Wriothesley (1646–1690). Az első szülött Elizabeth Wriothesley Edward Noelhez, Campden vikomtjához ment feleségül. Rachel Wriothesley második férje William Russell volt, Bedford 1. hercegének fia. A második házasságból született (féltestvérével azonos keresztnevű) Elizabeth Wriothesley először Josceline Percyhez, Northumberland 11. grófjához ment feleségül, majd Ralph Montaguhoz, Montagu 1. hercegéhez. Lady Campden kapta meg a családi birtokot, Titchfieldet, míg Lady Vaughan részesedése a hampshire-i Stratton uradalma lett. Rachel öröksége a londoni Bloomsbury-i birtok volt, amely így került a Russell családhoz.
Wriothesley Russell  mindössze 14 éves volt, amikor 1695. május 23-án feleségül vette Elizabeth Howlandet, a rendkívül vagyonos örökösnőt, akinek hozománya csaknem 100 000 fontot tett ki. Házasságuk nyomán nagybátyja röviddel később elnyerte a Howland of Streatham báró címet. 1696-ban Wriothesley beiratkozott az oxfordi Magdalen College-be, és hamarosan megkezdte a Howland Great Wet Dock építését a Temze partján, felesége birtokain, Rotherhithe térségében.
1700. szeptember 7-én, nagyapja halálával örökölte a Bedford hercegi címet. 1701-től haláláig Bedfordshire, Cambridgeshire és Middlesex hadnagyaként szolgált, emellett 1701–1702 között III. Vilmos kamarása volt. 1702-ben Anna királynő koronázásán ő töltötte be a Lord High Constable of England tisztségét, előző évben pedig a Térdszalagrend lovagjává avatták.
Wriothesley Russell 1711. május 26-án, mindössze harmincévesen hunyt el fekete himlőben. Május 30-án temették el a családi kriptába, a buckinghamshire-i Chenies templomában található Bedford-kápolnában.
Wriothesley Russell, Bedford 3. hercege
Wriothesley Russell (1708. május 25. – 1732. október 23.) apja korai halála miatt három évesen örökölte a hercegi címet és a Russell család hatalmas birtokait. 1725. április 22-én feleségül vette Anne Egertont, Scroop Egerton, Bridgwater 1. hercegének leányát, aki nővére mostohalánya is volt. A házasságból nem született gyerek, a kortársak szerint inkább politikai színjáték volt. Wriothesley Russell mindössze 24 évesen hunyt el a spanyolországi La Coruñában. Özvegye később újraházasodott, gyermekei születtek, és leszármazottai között volt Diána walesi hercegné és fiai.
John Russell, Bedford 4. hercege KG PC
John Russell (1710. szeptember 30. – 1771. január 14.) 1732-ben, bátyja halála után örökölte a Bedford hercegi címet. Első felesége Lady Diana Spencer volt, akit 1731-ben vett el, és e házasság hozományaként jelentős anyagi erősödést is elkönyvelhetett. Diana halála után, 1737-ben újraházasodott Gertrude Leveson-Gowerrel, aki politikai és társadalmi pályáját is erősen támogatta. Házasságaiból több gyermeke született, de mindhárom fia még életében meghalt, így unokája örökölte a címet.
A Lordok Házában a hazafias Whigek közé tartozott, és következetesen ellenezte Robert Walpole politikáját, emiatt II. György király is ellenszenvvel tekintett rá. 1744-ben Henry Pelham kormányában lett az Admiralitás első lordja, majd 1748-tól rövid ideig a külügyminiszteri tisztséget is betöltötte, ám ekkorra már bírálatok érték tétlensége miatt, és végül 1751-ben lemondott. 1756–1761 között Írország főkormányzójaként működött. Az ír katolikusokkal szembeni törvények enyhítését hirdette, de ígéretei közül többet nem teljesített, ami csökkentette népszerűségét. Ennek ellenére udvariasságával és felesége jó hírnevével valamelyest ellensúlyozni tudta politikai hibáit.
A Hétéves háború befejezésekor Bedford a békepártiak oldalára állt, és Lordpecsétőr lett John Stuart, Bute 3. grófja kormányában. 1762-ben ő vezette a franciaországi béketárgyalásokat, és 1763 februárjában aláírta a párizsi béke szerződést, amely többek között Kanadát Angliának juttatta. Röviddel ezután lemondott tisztségéről, és viszonya Bute-tal megromlott. Amikor 1763-ban George Grenville alakított kormányt, Bedford csatlakozott hozzá mint a Tanács elnöke Lordtanácselnök, de III. György királlyal való konfliktusai és arrogáns viselkedése miatt 1765-ben eltávolították. Ezután már nem vállalt hivatalos tisztséget, de hívei révén továbbra is befolyással bírt a politikára.
Az utókor Bedford hercegét ellentmondásos alaknak tartja. Kortársai büszkének, nagyravágyónak és gyakran sértő modorúnak írták le. Politikai sikerei inkább hatalmas vagyona és kapcsolatrendszere révén jöttek, mint személyes képességei által. Beosztottjai és követői közül többen kétes erkölcsű figurák voltak, és maga a herceg is hajlamos volt a részérdekeket előnyben részesíteni a közérdekkel szemben. Nevéhez fűződik többek között a Russell-ház városi befolyásának megerősítése és London Bloomsbury városrészének fejlesztése is.
Francis Russell, Bedford 5. hercege
Francis Russell (1765. július 23. – 1802. március 2-án) apja 1767-ben, anyja 1768-ban, a hercegi címet viselő nagyapja 1771-ben halt meg, Francis így hat évesen örökölte nagyapjától a Bedford hercege címet. A Westminster Schoolban, majd a cambridge-i Trinity College-ben tanult. Tanulmányai után pedig közel két évet töltött külföldi utazással. Ifjú éveiben élénk társasági életet élt,  a Lordok Házában a whig párthoz csatlakozott. A walesi herceg közvetlen baráti köréhez tartozott. Az 1790-es évekre a felsőház egyik legaktívabb és legélesebb nyelvű szónokává vált. Következetesen ellenezte William Pitt miniszterelnök kormányának legtöbb intézkedését.

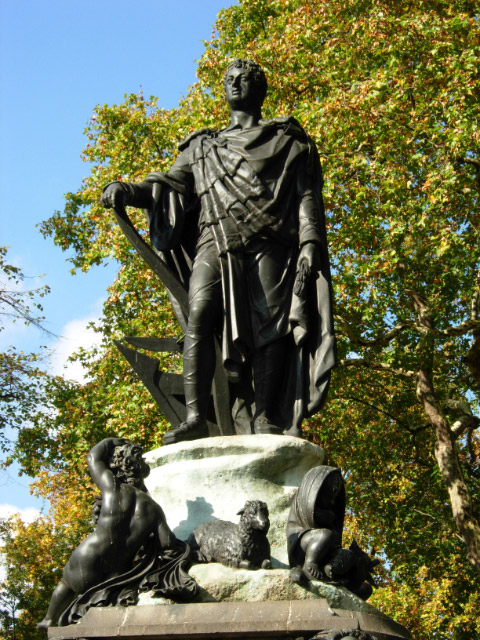
Francis Russel szobra mezőgazdasági motívumokkal

Russell híres volt mezőgazdasági érdeklődéséről is: Woburnban mintagazdaságot létesített, a juhtenyésztés terén kísérletezett, az újonnan létrehozott Board of Agriculture tagja lett. Jelentős városfejlesztő tevékenységet is végzett: ő bontatta le a Bedford House-t londoni Bloomsbury Square északi részén, és megbízta James Burtont a környező területek lakónegyeddé fejlesztésével. A központi tér, Russell Square, az ő nevét viseli, parkosítását Humphry Repton végezte. A tér déli oldalán ma is áll Richard Westmacott szobra, amely Bedford hercegét mezőgazdasági öltözetben, ekére támaszkodva ábrázolja, gabonával és juhokkal körülvéve. Szenvedélyes lótenyésztő és versenyló-tulajdonos volt: több Derby- és Oaks-győztes lovat nevelt ki, köztük Skyscraper (1789), Eager (1788) és Portia (1788) nevű telivéreket.
Nevéhez fűződik a „Bedford crop” nevű hajviselet is: 1795-ben, a hajporadó elleni tiltakozásként levágatta a haját és természetes, rövid frizurát viselt – ez divatirányzattá vált, politikai utalással a Bedford Level (a Russell-család által lecsapolt mocsárvidék) és a "radikális" nézeteket képviselő „leveller” eszmeiség között.
Francis Russell 1802. március 2-án hunyt el Woburn Abbeyben, egy túl hosszúra nyúlt sérvműtét következményeként, a családi sírboltba temették el Chenies templomában.
John Russell, Bedford 6. hercege KG PC
John Russell (1766. július 6. – 1839. október 20.) a whig párt híveként 1788-tól 1802-ig Tavistock képviselője volt a parlament alsóházában. 1802-ben, bátyja halálával örökölte a hercegi címet, automatikusan bekerült a Lordok Házába. 1806–1807 között a whig-kormány idején Írország alkirálya volt. Ugyanebben az évben a Titkos tanácstagjává nevezték ki. A Napóleoni háborúk idején a whigek Bonaparte-barát szárnyához tartozott. A félszigeti háborút feleslegesnek és megnyerhetetlennek tartotta, több a háború ellen szóló kiadványt is finanszírozott. 1830-ban II. Vilmos király a Térdszalagrend lovagjává avatta.
A herceg jelentős figyelmet fordított építkezésekre és mezőgazdasági fejlesztésekre is. Ő építtette újjá a Covent Garden piacát 1830-ban, és megbízta Jeffry Wyatt építészt több magánépítkezéssel is, köztük a Kensingtonban található Bedford Lodge bővítésével. 1823-ban vette először bérbe, majd megvásárolta ezt a házat, amely később a felesége révén jelentős társasági központtá vált Londonban – a ház később George Campbell, Argyll 8. hercege tulajdonába került, és átnevezték Argyll Lodge-ra. A ház környékén található Duchess of Bedford’s Walk (Bedford hercegné sétánya) ma is őrzi nevét.
John első felesége Georgiana Elizabeth Byng volt, Torrington vikomtjának lánya, akivel 1786-ban kötött házasságot Brüsszelben. Bár Elizabeth korán meghalt, de három fiút szült. Francis lett a következő herceg, George a kilencedik herceg apja és a Russell család Ampthill bárója ágának őse. A harmadik fiú John Russell miniszterelnök lett, és elnyerte az örökölhető Russell grófja címet. Második felesége Lady Georgiana Gordon volt, Gordon 4. hercegének és Jane Maxwellnek a leánya, tíz gyerekük született.
A herceg 1818-tól kezdve bérelte a skót Felföldön található Invereshie és Mackintosh vadászbirtokokat, ahol vadászházat építtetett, s főként juhászatnak és botanikai gyűjtésnek szentelte idejét.
Francis Russell, Bedford 7. hercege KG PC
Francis Russell (1788. május 13. – 1861. május 14.) a Westminster Schoolben tanult, majd 1808-ban a Cambridge-i Trinity College-ban szerzett bölcsészdiplomát. Ugyanebben az évben, társezredesi rangban részt vett a Bedfordshire-i helyi milícia vezetésében. 1809 és 1812 között Peterborough, majd 1812 és 1832 között Bedfordshire whig párti parlamenti képviselője volt. 1833-ban a Howland bárói címet használva bekerült a Lordok Házába. 1839-ben örökölte a Bedford hercegi címet. 1846-ban a Titkos tanács tagja lett, 1847-ben pedig elnyerte a Térdszalagrend lovagja címét. 1852-ben kinevezték a Stannaries különleges helyettes kormányzójává, 1859-től haláláig pedig Bedfordshire hadnagya volt. 1808-ban feleségül vette Anna Maria Stanhope-ot, Harrington 3. grófjának lányát, akit a szóbeszéd az öt-órai-tea kitalálójának tartanak.
William Russell, Bedford 8. hercege
William Russell (1809. július 1. – 1872. május 27.) az Eton College-ben és az oxfordi Christ Church-ben tanult. 1832 és 1841 között Tavistock parlamenti képviselője volt – ezt a választókerületet a Russell család tagjai 1640 óta rendszeresen képviselték, néha mind a két képviselői helyet a család tagjai töltötték be. Nőtlenül és gyermektelenül hunyt el 62 éves korában, és a „Bedford-kápolnában” temették el a Szent-Mihály templomban.
Francis Charles Hastings Russell, Bedford 9. hercege KG
Francis Charles Hastings Russell (1819. október 16. – 1891. január 14.) – aki a Hastings keresztnevet használta – 1838-ban lépett katonai szolgálatba a Skót lövész testőrezred (Scots Fusilier Guards) soraiban, majd 1844-ben leszerelt. Ugyanebben az évben feleségül vette Elizabeth Sackville-Westet, De La Warr 5. grófjának lányát. 1847-től és 1872-ig között Bedfordshire liberális párti képviselőjeként szolgált a brit parlamentben, amikor  unokatestvére halála után örökölte a Bedford hercegi címet, így átült a Lordok Házába. Jelentős figyelmet fordított a mezőgazdasági kísérletezésre és fejlesztésre a woburni birtokon, és 1880-ban a Királyi Mezőgazdasági Társaság (Royal Agricultural Society) elnökévé választották. Ugyanebben az évben elnyerte a Térdszalagrendet. 1884-től haláláig Huntingdonshire hadnagya volt. Az ír autonómiát célzó törvényjavaslat miatt 1886-ban szakított a Liberális Párt vezetésével, és a törvényt ellenző Unionistaként folytatta. Tüdőgyulladással összefüggésben fellépő elmebaj következtében önkezével vetve véget életének. A Chenies-ben található Bedford-kápolnában helyezték örök nyugalomra. Halálakor mintegy 35 000 hektárnyi földet birtokolt, főként Bedfordshire, Devon és Cambridgeshire területén.
George William Francis Sackville Russell, Bedford 10. hercege
Russell (1852. április 16. – 1893. március 23.) az oxfordi Balliol College-ban szerzett bölcsészdiplomát 1874-ben, majd felvették a Lincoln's Inn jogászképzésére, ahol ügyvédi képesítést szerzett. 1875 és 1885 között Bedfordshire liberális párti parlamenti képviselője volt, majd 1889-ben a megye seriffjévé, később helyettes hadnagyává nevezték ki. 1891-ben örökölte a Bedford hercegi címet és birtokokat, köztük a Woburn apátságot, Chenies-t, illetve a londoni Bedford Estate jelentős részét, amely magában foglalta például a Bedford Square-t, a Russell Square-t és a Covent Gardent. 1876-ban feleségül vette Lady Adeline Marie Somers-Cocksot, Charles Somers, Sommers 3. grófjának lányát. Házasságukból nem született gyermek. Negyven évesen hunyt el Londonban, cukorbetegség következtében. A Bedford-kápolnában, Chenies-ben temették el.
Herbrand Arthur Russell, Bedford 11. hercege

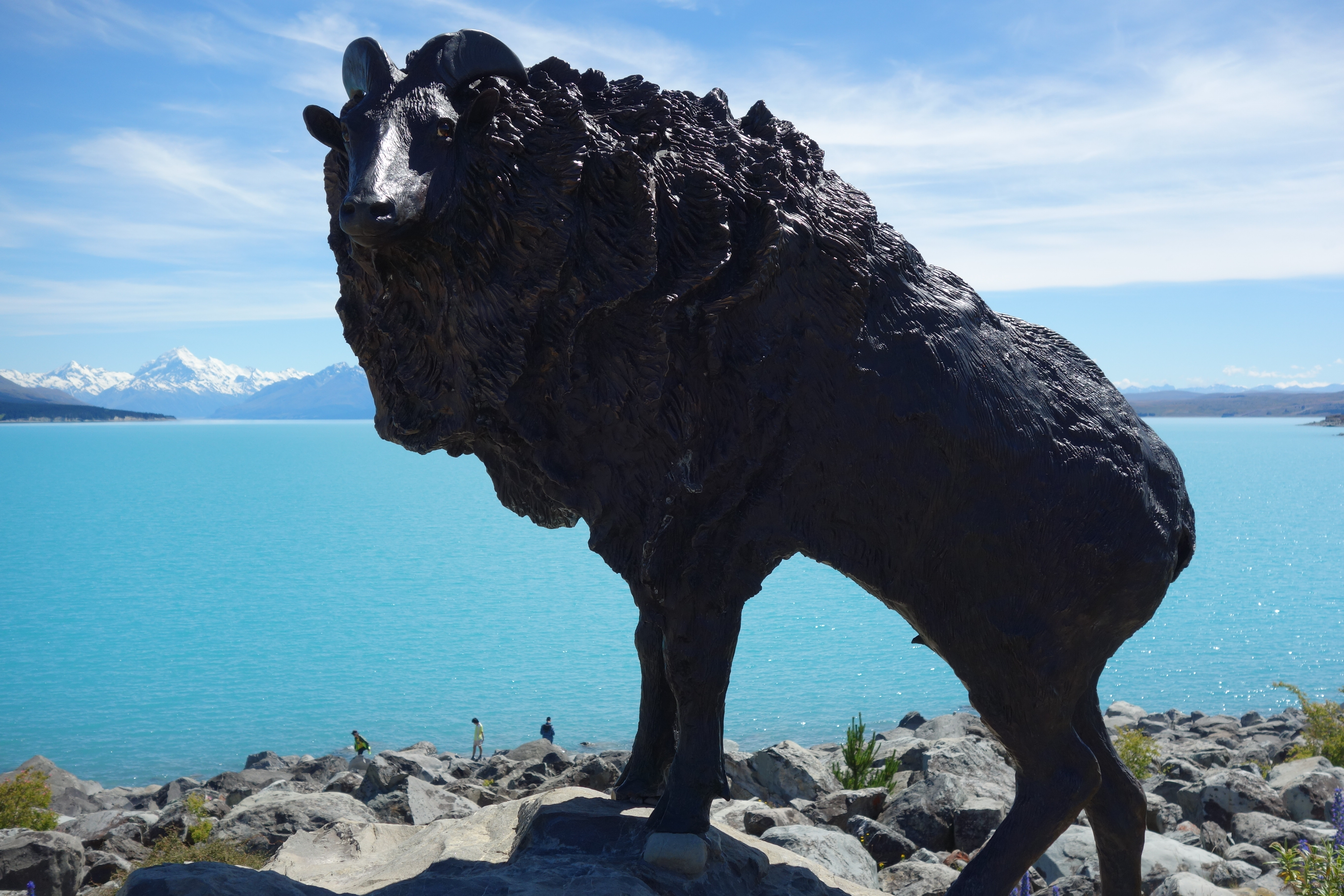
Az Új-Zéland Déli-szigetén található Pukaki-tó felett álló tahr szobra, amelyet Henrietta, Bedford özvegy hercegnéje ajánlott fel a bedfordi hercegek és a Russell család hozzájárulásának elismeréseként a himalájai tahr nemzetközi megőrzéséhez

Herbrand (1858. február 19., megh. 1940. augusztus 27.) is az oxfordi Balliol College-ban tanult, majd a Grenadier Guards soraiban tiszti rangot szerzett, és részt vett az 1882-es egyiptomi hadjáratban, többek közt a Tel-el-Kebir-i csatában. 1884 és 1888 között a brit indiai alkirály, Frederick Hamilton-Temple-Blackwood, Dufferin első grófja szárnysegéde volt. 1888-ban leszerelt, és még ugyanebben az évben feleségül vette Mary du Caurroy Tribe-ot. Egy fiuk született, Hastings Russell, aki később a 12. herceg lett.
1893-ban bátyja, a gyermektelenül elhunyt tizedik herceg halála után örökölte a Bedford hercegi címet, a hozzá tartozó birtokokat és egyéb címeket. Politikai és közigazgatási tevékenységei során a Bedfordshire-i tanács elnöke (1895–1928), Middlesex hadnagya (1898–1926), Holborn első polgármestere (1900), majd a Királyi Zoológiai Társaság elnöke lett (1899–1936). Számos rangos elismerést kapott: a Térdszalagrend lovagja (1902), a Brit Birodalom Rendje katonai ágának lovagparancsnoka (1919), a Szent János Rend kegydíjas lovagja, valamint a Királyi Társaság tagja (1908) és az Edinburghi Egyetem díszdoktora (1906). Az első világháború idején a Bedfordshire Regiment kiképző központjának parancsnoka volt.
Kiemelkedő szerepet játszott az állatmegőrzésben: ő mentette meg a kihalástól a Dávid-szarvast (Père David's deer) azzal, hogy egy szaporítóállományt hozott létre a woburni birtokon. A Sörényes tahrból több példányt ajándékozott más országoknak, köztük Új-Zélandnak. Ő honosította meg Angliában az amerikai szürke mókust, amely később kiszorította az őshonos vörös mókust. Foglalkozott gyümölcstermesztéssel és növénytani kutatásokkal, és az allelopátia jelenségét is tanulmányozta Spencer Pickeringgel közösen. Emellett kurátora volt a British Museumnak és elnöke a Birodalmi Rákkutató Alapnak (Imperial Cancer Research Fund).
Fia mellett nevelte bátyja törvénytelen, anglo-indiai lányát is. Felesége 1937-ben repülőgép-szerencsétlenségben hunyt el. Herbrand Russell 1940. augusztus 27-én halt meg 82 éves korában. Unokája, Ian Russell, a 13. herceg úgy jellemezte őt: „Önző, zárkózott ember volt, akiben erős volt a kötelességérzet és az arisztokrata felelősség tudata, de az udvartartása és a tizenegy mérföldes kőfal teljesen elszigetelte a világtól.”
Hastings William Sackville Russell, Bedford 12. hercege
Hastings Russell (1888. december 21. – 1953. október 9.) brit főnemes, természettudós és politikai aktivista volt, aki szélsőséges nézetei és pacifizmusa révén a XX. századi brit történelem egyik legvitatottabb arisztokratája lett. Etonban és Oxfordban (Balliol College) tanult, majd részt vett az első világháborúban, bár egészségi okokból aktív szolgálatot nem teljesített. Fiatalon zoológiai expedíciót szervezett Kínába, és élete során – anyja hatására – szenvedélyesen foglalkozott ornitológiával, különösen papagájokkal. Több madárfajt sikeresen tenyésztett elsőként fogságban, és a Külföldi Madárvédelmi Liga (Foreign Bird League) alapító elnöke lett.
Politikai nézetei a szélsőjobb felé tolódtak: a harmincas évektől a Social Credit elmélet, majd a német nemzetiszocializmus nyílt híve lett. A második világháború alatt is a náci Németországgal való békét szorgalmazta. Saját pénzéből szélsőjobboldali mozgalmakat, például a British People’s Party-t is támogatta. Bár a brit hatóságok gyanakodva figyelték, arisztokrata státusza megóvta az internálástól. Antiszemita nézeteket vallott, a holokausztot tagadta, és Hitler halála után is dicsérő szavakkal emlékezett meg róla.
Magánélete sivár volt: vegetáriánus, absztinens és rendkívül zárkózott emberként feleségével is megromlott a kapcsolata, aki válópert kezdeményezett „házasélet visszaállítása” címen. 1953-ban, 64 éves korában egy vadászfegyver okozta sebesülésbe halt bele, a halál körülményei tisztázatlanok, de valószínűleg öngyilkosság volt. Élete végéig megingathatatlanul hitt saját igazában, miközben teljesen elszigetelődött a világtól – ahogy fia írta róla: „apám volt a legmagányosabb ember, akit valaha ismertem”.
John Ian Robert Russell, Bedford 13. hercege

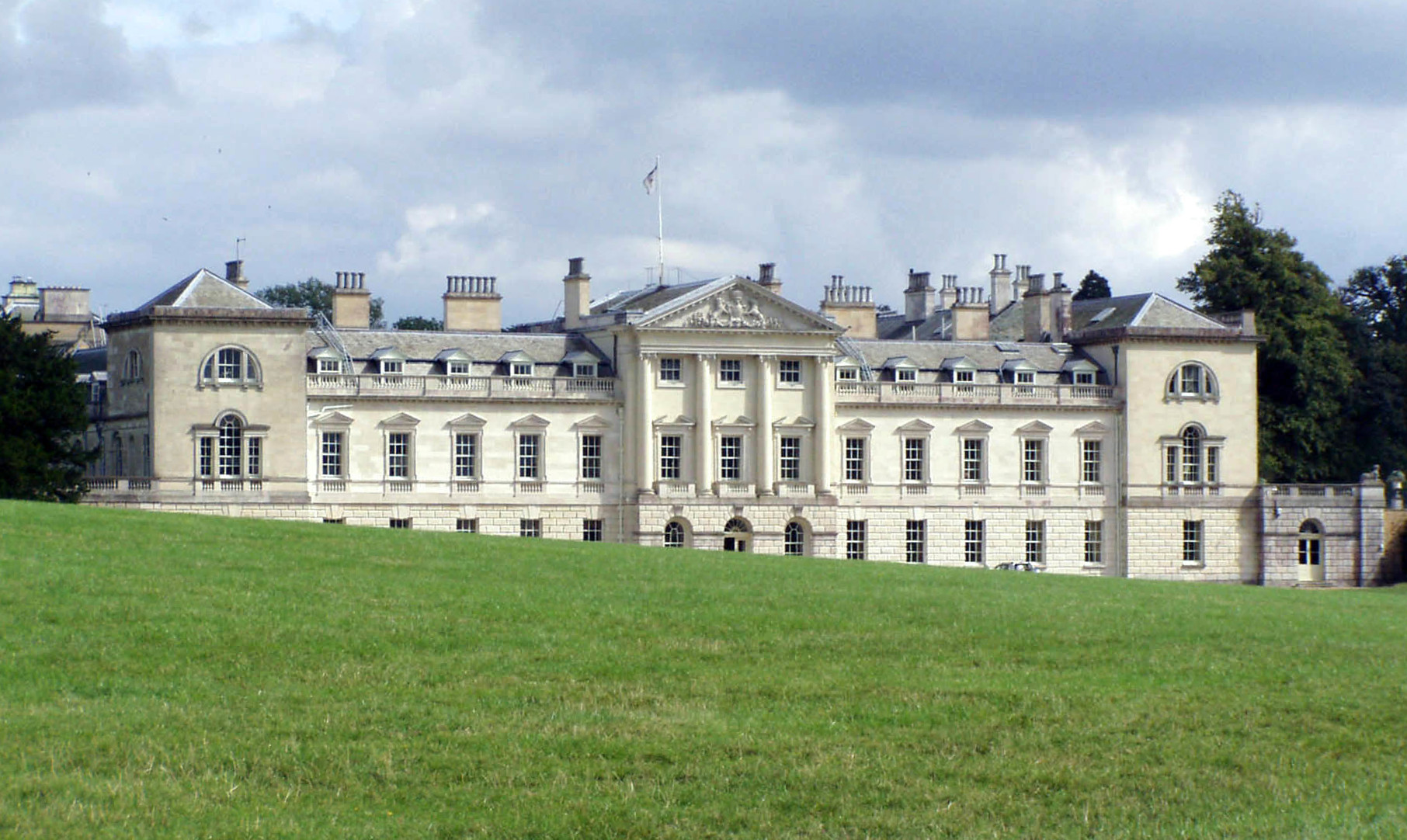
A woburni apátság XII. században épült ciszterci apátság volt, innen származik az „abbey” (apátság) elnevezés. A kolostort a VIII. Henrik-féle szerzetesrend-feloszlatás során 1538-ban bezárták, majd 1547-ben VI. Eduárd király adományozta John Russellnek, Bedford 1. grófjának. Azóta a Russell család fő rezidenciája és birtokközpontja, és a Bedford hercegek hivatalos otthona

Ian Russell (1917. május 24. – 2002. október 25.) családi kapcsolatai feszültnek bizonyultak, különösen apjával, akitől nem kapta meg a rangjához illő anyagi támogatást. Tanulmányait magánúton végezte, majd 1938-ban díjbeszedőként dolgozott Stepneyben, és 1939-ben csatlakozott a Coldstream Guards ezredhez. A második világháborúban 1940-ig szolgált, de egészségi okok miatt leszerelt.
Rövid ideig újságíró volt a Daily Express-nél, majd 1948-ban Dél-Afrikába költözött, a Nyugat-fokföldi tartományban gazdálkodott. Apja 1953-as halálakor örökölte a Bedford hercegi címet, és jelentős örökösödési adóval szembesült. Ahelyett, hogy a családi birtokot átadta volna a National Trustnak, megnyitotta a woburni apátságot a nyilvánosság számára, majd 1970-ben létrehozta a Woburn Safari Parkot is – ezzel megalapozva a birtok hosszú távú fenntarthatóságát. Bár ezért több arisztokrata is megvetette, válasza így szólt: „jobb lenézve lenni, mint észrevétlenül eltűnni.”
Számos könyvet írt, köztük a Hope Not Dope (1945), A Silver-Plated Spoon (1959), The Duke of Bedford’s Book of Snobs (1965) – társszerző Mikes György, The Flying Duchess (1968) – ez a könyv nagyanyjáról szól – és How to Run a Stately Home (1971) – szintén Mikes Györggyel – című műveket. 1958-ban rádióműsort vezetett (The Duke Disks), és szerepelt filmekben és televíziós műsorokban, köztük a Coronation Street brit szappanopera sorozatban és The Iron Maiden című mozifilmben. Eleganciáját 1985-ben a „Legjobban öltözöttek Nemzetközi Hírességek Csarnokába” való bekerüléssel ismerték el.
Háromszor házasodott, harmadik feleségével, Nicole Schneiderrel 1974-től Monacóban élt adóügyi okokból. 2002. október 25-én hunyt el az Új-mexikói Santa Fében 85 éves korában.
Henry Robin Ian Russell, Bedford 14. hercege
Robin Russell (1940. január 21. – 2003. június 13-án) Dél-Afrikában nevelkedett, majd Svájcban (Institut Le Rosey) és az amerikai Harvard Egyetemen tanult. Ifjabb korában brókerként dolgozott, és 1974-ben vette át a Woburn birtok irányítását, ahol apja kezdeményezését folytatva újabb látogatóközpontokat hozott létre, például a Woburn Golf and Country Clubot. 1988-ban súlyos sztrókot kapott, ami beszéd- és mozgáskorlátozottságot okozott, visszavonultabb életmódra kényszerítette. 1985-ben és 1987-ben kulcsszerepet játszott a Dávid-szarvas kínai visszatelepítésében a woburni állományból – dédapja állatvédelmi tevékenységét követve. A birtok irányítását 2001-ben átadta fiának, Andrew Russelnek. 2002-ben örökölte a hercegi címet, egy újabb sztrók következtében 2003. június 13-án elhunyt el Londonban.
Andrew Ian Henry Russell, Bedford 15. hercege
Andrew Russell (1962. március 30. – KÓD ) tanulmányait a Hall Schoolban, a Heatherdown Schoolban, majd a Harrow Schoolban és a Harvard Egyetemen végezte, ahol alapszakos diplomát szerzett. Két öccse van: Robin és James. Apja halálával után örökölte a Bedford hercegi címet, és vele együtt a következő címeket is: Tavistock 15. márkija, Bedford 19. grófja, Thornhaugh 17. Russell bárója és Streatham 15. Howland bárója. Vagyonát 2025-ben 403 milliárd forintra becsülte a The Sunday Times, ami tíz százalékkal több, mint az előző évi becslés. A vagyona birtokból és műtárgyakból áll (lásd: woburni apátság). A hercegi cím örököse egyetlen fia, a 2005-ben született Henry Robin Charles Russell, Tavistock márkija.

#### A Russell Bedford hercegek festményen, fotón
- Godfrey Kneller (1646–1723) olajfestmény  portréja William Russellről, Bedford 1. hercegéről.
- Joshua Reynolds olajfestménye 1759 vagy 1762-ből. John Russell, Bedford 4. hercegének portréja.
- John Hoppner (1758–1810) olajfestménye 1796-7 körül. A képen Francis Russell, Bedford 5. hercege.
- George Hayter (1792–1871) olajfestménye 1835-ből. A képen John Russell, Bedford 6. hercege.
- Ismeretlen fényképész képe Bedford 7. hercegéről, a kép 1870 körül készült.
- A bécsi Alberinában 1842-ben készült képen Francis Russell Bedford 9. hercege, a litográfiát Josef Kriehuber (1800-1876) készítette.
- Allan Warren fényképe Bedford 13. hercegéről  párizsi lakása erkélyén (1987)

### A Russell családfa
A családfán csak a grófi és hercegi cím öröklésében szerepet játszó családtagokat tüntettük fel, illetve néhány fontosabb, más családokkal való kapcsolatot.
Jelmagyarázat:
- ● : törvénytelen utód
- ◎ : törvénytelen, de később törvényesített utód
- ∞ : házastárs
- ∞¹ ∞² ∞³ : több házastárs esetén az első, második vagy harmadik
- ¹ ² ³ : a név előtt mutatja, hanyadik házastárstól származik
- (1) (2)... : a cím örököseit, öröklési sorrendjüket jelöli
- ♠ ♣ ♥ ♦ : családfán egymással összeházasodottakat jelzi az azonos jel.

- John Russell (1485–1555),  Bedford 1. grófja ∞ Anne Sapcote (1489–1559)
  - Francis Russell (1527–1585),  Bedford 2. grófja
    - Elizabeth Russell (1558–1605)[m 40] ∞ William Bourchier (1557–1623)[m 41],  Bath 3. grófja
    - Anne Russell (1548–1604)[m 12] ∞ Ambrose Dudley (1520–1590)[m 13],  Warvick 1. grófja
    - Francis Russell (1553–1585)[m 42]
      - Edward Russell (1572–1627),  Bedford 3. grófja ∞ Lucy Harington (1581–1627)

    - William Russell (1553–1613)[m 43],  Thornhaugh 1. Russel bárója ∞ Elizabeth Long (~1562–1611)
      - Francis Russell (1587–1641),  Bedford 4. grófja ∞ Catharine Brydges (1580–1656)
        - Edward Russell (–1665)[49]
          - Edward Russell (1653–1727)[m 44],  Orford 1. grófja[m 45] ∞ Lady Margaret Russell (1656–1702) ♥

        - William Russell (1616–1700),  Bedford 1. hercege ∞ Anne Carr (1615–1684)
          - William Russell (1639–1683), Lord Russell ∞ Rachel Wriothesley (1636–1723)
            - Rachel Russell (1674–1725), ∞ William Cavendish (1672–1729),  Devonshire 2. hercege
            - Katherine Russell (1676–1711), ∞ John Manners (1676–1721)  Rutland 2. hercege
            - Wriothesley Russell (1680–1711),  Bedford 2. hercege ∞ Elizabeth Howland (1682–1724)
              - Rachael Russell (1700–1777), ∞ Scroop Egerton (1681–1744)[m 46]  Bridgewater 1. hercege
              - Elizabeth Russell (1704–1784), ∞ William Capell (1697–1743)[m 47],  Essex 3. grófja
              - Wriothesley Russell (1708–1732),  Bedford 3. hercege ∞ Anne Egerton (1705–1762)
              - John Russell (1710–1771),  Bedford 4. hercege ∞¹ Diana Spencer (1710–1735)[m 28] ∞² Gertrude Leveson-Gower (1715–1794)[m 29]
                - ²Francis Russell (1739–1767)[m 48], Tavistock márkija
                  - Francis Russell (1765–1802),  Bedford 5. hercege
                  - John Russell (1766–1839),  Bedford 6. hercege ∞¹ Georgiana Byng (1768–1801) ∞² Georgiana Gordon (1781–1853)
                    - ¹Francis Russell (1788–1861),  Bedford 7. hercege ∞ Anna Maria Stanhope (1783–1857)[m 32]
                      - William Russell  (1809–1872),  Bedford 8. hercege

                    - ¹George Russell (1790–1846)[m 49] ∞ Elizabeth Anne Rawdon (1793–1874)
                      - Francis Russell  (1819–1891),  Bedford 9. hercege ∞ Elizabeth Sackville-West (1818–1897)
                        - George Russell (1852–1893),  Bedford 10. hercege ∞ Adeline Marie Somers-Cocks (1852–1920)
                        - Herbrand Russell (1858–1940),  Bedford 11. hercege ∞ Mary Du Caurroy Tribe (1865–1937)[m 36]
                          - Hastings Russell (1888–1953),  Bedford 12. hercege ∞ Louisa Crommelin Roberta Jowitt Whitwell (1893–1960)
                            - Ian Russell (1917–2002),  Bedford 13. hercege ∞¹ Clare Gwendolyn Bridgman (1945–1945)
                              - ¹Robin Russell (1940–2003),  Bedford 14. hercege ∞ Henrietta Joan Tiarks (1940– KÓD )
                                - Andrew Russell (1962–)  Bedford 15. hercege
                                  - (1) Henry Russell, Tavistock márkija (2005–)

                      - Odo Russell (1829–1884)[m 50],  1. Ampthill báró
                        - ...innen Ampthill bárói

                    - ¹John Russell (1792–1878)[m 51],  1. Russell gróf, Egyesült Királyság miniszterelnöke (1846–1852 és 1865–1866)
                      -                         - ...innen Russel grófjai

                    - ²Louisa Russell (1812–1905) ∞ James Hamilton (1811–1885),  Abercorn 1. hercege

                - ²Caroline Russell (1743–1811) ∞ George Spencer (1739–1817)  Marlborough 5. hercege

          - Margaret Russell (1656–1702) ∞ Edward Russell 1653 Penzance - 1727. november 26. ♥

        - Margaret Russell (1618-1676) ∞¹ James Hay (1612–1660)[m 52],  Carlisle 2. grófja. ∞² Edward Montagu (1602–1671),  Manchester 2. grófja
        - Diana Russell (~1624–1695) ∞ Francis Newport (1620–1708)[m 53],  Bradford 1. grófja
        - Anne Russell (~1620–1696) ∞ George Digby (1612–1677)[m 54],  Bristol 2. grófja

    - Margaret Russel (1560–1616) ∞ George Clifford (1558–1605)[m 55],  Cumberland 3. grófja

Forrás: Entitree Wikidata alapján

### A címer leírása
Címerpajzs

Bedford herceg címere.

Ezüst mezőben vörös, ágaskodó oroszlán; fekete főcímermezőben három ezüst kagyló.
Sisakdísz
Jobbra néző, álló ezüst kecske, arany szarvakkal és arany patákkal.
Pajzstartók
Jobbról: vörös, ágaskodó oroszlán, nyakában ezüst nyakörv, melyen három fekete kagyló látható.
Balról: ezüst kecske, arany szarvakkal, patákkal és arany szakállal.
Jelmondat
Che Sera Sera – „Az lesz, ami lesz.”

### A Bedford-ingatlan

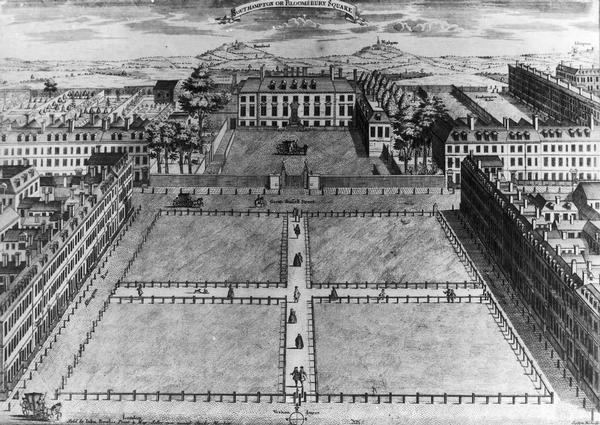
A körülbelül 1725-ből származó metszet a londoni Southampton vagy Bloomsbury teret ábrázolja. A tér tulajdonjoga nemrégiben került át a névadó Southampton grófoktól a Bedford hercegekhez. Később a Bloomsbury Square név vált véglegessé. A kép észak felé néz. A nagy épület az udvarral a Bedford House, korábban Southampton House, amelyet körülbelül 1800 körül bontottak le

1669-ben a Russell család tulajdonába került a Bloomsbury-birtok, amikor Bedford 1. hercegének a fia feleségül vette Rachel-t, Thomas Wriothesley, Southampton 4. grófjának egyik lányát. Rachel az apjától örökölte a ma Bloomsbury néven ismert földeket, amely akkoriban mezőgazdasági terület volt. Francis Russell, Bedford 5. hercege költekező, szerencsejátékos életet élt, de érdeklődött a woburni birtokon folytatott mezőgazdasági tevékenység iránt. A Bloomsburyben álló Bedford-ház viszont nem érdekelte, inkább a West Endben élt. 1800-ban elárverezték a Bedford-ház berendezését, majd az épületet lebontották. Helyére széles sugárutat, a Bedford Place-t építették, amely északra vezet a nagy Russell Square-hez, és amelytől nyugatra párhuzamosan fut a Montague Street. Francis Russell megbízta James Burtont, a kor kiemelkedő ingatlanfejlesztőjét, hogy lakónegyeddé alakítsa a területet, melynek központi eleme a Russell Square lett. A tér parkosítását Humphrey Repton végezte, aki már korábban lenyűgözte Russellt a woburni munkáival.
Bloomsbury beépítését Francis Russell testvére, John Russell, Bedford 6. hercege folytatta. A fejlesztés utolsó szakaszában Thomas Cubitt cége is részt vett. Végül a Russell Square-től északra fekvő teljes birtokot terekkel és házakkal építették be. John Russell kezdeményezte a főbirtoktól délre eső Covent Garden piacának megépítéséért is. Herbrand Russell, Bedford 11. hercege 1893-ban örökölte a címet. Ekkorra már egyre erősebben jelentkezett az ellenállás a nagy birtokok tulajdonosaival szemben. Herbrand Russell megkezdte az irányítása alatt álló birtokok eladását. A Covent gardeni ingatlant 1913-ban akkori értéken 2 millió fontért eladta Harry Mallaby-Deeley földspekulánsnak, aki az opcióját 250 000 fontért adta tovább a Beecham családnak, az ügylet 1918-ban zárult le véglegesen.
A British Museum és a Londoni Egyetem nagy területeket kapott az egykori birtokból, a megmaradt részeket pedig ma a Bedford Estates birtokolja. Ez főként olyan lakóingatlanokat jelent, amelyeket irodai és szállodai célra alakítottak át, illetve magántulajdonban lévő lakóépületeket is magában foglal. A vállalat Bloomsbury legnagyobb magánföldbirtokosa, és a birtokon belüli Montague Streeten található Bedford irodából irányítják.
A fő Bedford-birtok eredetileg a Tottenham Court Road, az Euston Road, a Southampton Row és a New Oxford Street által határolt területen helyezkedett el. A Tottenham Court Roadon és az Euston Roadon túl két különálló rész is a birtokhoz tartozott. Délen a Strandtól északra fekvő Covent Garden-birtok szintén a Bedford-birtok része volt.

## Fordítás
- Ez a szócikk részben vagy egészben  a   Duke of Bedford című angol Wikipédia-szócikk ezen változatának fordításán alapul.  Az eredeti cikk szerkesztőit annak laptörténete sorolja fel. Ez a jelzés csupán a megfogalmazás eredetét és a szerzői jogokat jelzi, nem szolgál a cikkben szereplő információk forrásmegjelöléseként.
- Ez a szócikk részben vagy egészben  a   John of Lancaster, Duke of Bedford című angol Wikipédia-szócikk ezen változatának fordításán alapul.  Az eredeti cikk szerkesztőit annak laptörténete sorolja fel. Ez a jelzés csupán a megfogalmazás eredetét és a szerzői jogokat jelzi, nem szolgál a cikkben szereplő információk forrásmegjelöléseként.
- Ez a szócikk részben vagy egészben  a   George Neville, Duke of Bedford című angol Wikipédia-szócikk ezen változatának fordításán alapul.  Az eredeti cikk szerkesztőit annak laptörténete sorolja fel. Ez a jelzés csupán a megfogalmazás eredetét és a szerzői jogokat jelzi, nem szolgál a cikkben szereplő információk forrásmegjelöléseként.
- Ez a szócikk részben vagy egészben  a   John Russell, 1st Earl of Bedford című angol Wikipédia-szócikk ezen változatának fordításán alapul.  Az eredeti cikk szerkesztőit annak laptörténete sorolja fel. Ez a jelzés csupán a megfogalmazás eredetét és a szerzői jogokat jelzi, nem szolgál a cikkben szereplő információk forrásmegjelöléseként.
- Ez a szócikk részben vagy egészben  a   Francis Russell, 2nd Earl of Bedford című angol Wikipédia-szócikk ezen változatának fordításán alapul.  Az eredeti cikk szerkesztőit annak laptörténete sorolja fel. Ez a jelzés csupán a megfogalmazás eredetét és a szerzői jogokat jelzi, nem szolgál a cikkben szereplő információk forrásmegjelöléseként.
- Ez a szócikk részben vagy egészben  a   Francis Russell, 4th Earl of Bedford című angol Wikipédia-szócikk ezen változatának fordításán alapul.  Az eredeti cikk szerkesztőit annak laptörténete sorolja fel. Ez a jelzés csupán a megfogalmazás eredetét és a szerzői jogokat jelzi, nem szolgál a cikkben szereplő információk forrásmegjelöléseként.
- Ez a szócikk részben vagy egészben  a   William Russell, 1st Duke of Bedford című angol Wikipédia-szócikk ezen változatának fordításán alapul.  Az eredeti cikk szerkesztőit annak laptörténete sorolja fel. Ez a jelzés csupán a megfogalmazás eredetét és a szerzői jogokat jelzi, nem szolgál a cikkben szereplő információk forrásmegjelöléseként.
- Ez a szócikk részben vagy egészben  a   William Russell, Lord Russell című angol Wikipédia-szócikk ezen változatának fordításán alapul.  Az eredeti cikk szerkesztőit annak laptörténete sorolja fel. Ez a jelzés csupán a megfogalmazás eredetét és a szerzői jogokat jelzi, nem szolgál a cikkben szereplő információk forrásmegjelöléseként.
- Ez a szócikk részben vagy egészben  a   Wriothesley Russell, 2nd Duke of Bedford című angol Wikipédia-szócikk ezen változatának fordításán alapul.  Az eredeti cikk szerkesztőit annak laptörténete sorolja fel. Ez a jelzés csupán a megfogalmazás eredetét és a szerzői jogokat jelzi, nem szolgál a cikkben szereplő információk forrásmegjelöléseként.
- Ez a szócikk részben vagy egészben  a   Wriothesley Russell, 3rd Duke of Bedford című angol Wikipédia-szócikk ezen változatának fordításán alapul.  Az eredeti cikk szerkesztőit annak laptörténete sorolja fel. Ez a jelzés csupán a megfogalmazás eredetét és a szerzői jogokat jelzi, nem szolgál a cikkben szereplő információk forrásmegjelöléseként.
- Ez a szócikk részben vagy egészben  a   John Russell, 4th Duke of Bedford című angol Wikipédia-szócikk ezen változatának fordításán alapul.  Az eredeti cikk szerkesztőit annak laptörténete sorolja fel. Ez a jelzés csupán a megfogalmazás eredetét és a szerzői jogokat jelzi, nem szolgál a cikkben szereplő információk forrásmegjelöléseként.
- Ez a szócikk részben vagy egészben  a   Francis Russell, Marquess of Tavistock című angol Wikipédia-szócikk ezen változatának fordításán alapul.  Az eredeti cikk szerkesztőit annak laptörténete sorolja fel. Ez a jelzés csupán a megfogalmazás eredetét és a szerzői jogokat jelzi, nem szolgál a cikkben szereplő információk forrásmegjelöléseként.
- Ez a szócikk részben vagy egészben  a   Francis Russell, 5th Duke of Bedford című angol Wikipédia-szócikk ezen változatának fordításán alapul.  Az eredeti cikk szerkesztőit annak laptörténete sorolja fel. Ez a jelzés csupán a megfogalmazás eredetét és a szerzői jogokat jelzi, nem szolgál a cikkben szereplő információk forrásmegjelöléseként.
- Ez a szócikk részben vagy egészben  a   William Russell, 8th Duke of Bedford című angol Wikipédia-szócikk ezen változatának fordításán alapul.  Az eredeti cikk szerkesztőit annak laptörténete sorolja fel. Ez a jelzés csupán a megfogalmazás eredetét és a szerzői jogokat jelzi, nem szolgál a cikkben szereplő információk forrásmegjelöléseként.
- Ez a szócikk részben vagy egészben  a   Lord George Russell című angol Wikipédia-szócikk ezen változatának fordításán alapul.  Az eredeti cikk szerkesztőit annak laptörténete sorolja fel. Ez a jelzés csupán a megfogalmazás eredetét és a szerzői jogokat jelzi, nem szolgál a cikkben szereplő információk forrásmegjelöléseként.
- Ez a szócikk részben vagy egészben  a   Francis Russell, 9th Duke of Bedford című angol Wikipédia-szócikk ezen változatának fordításán alapul.  Az eredeti cikk szerkesztőit annak laptörténete sorolja fel. Ez a jelzés csupán a megfogalmazás eredetét és a szerzői jogokat jelzi, nem szolgál a cikkben szereplő információk forrásmegjelöléseként.
- Ez a szócikk részben vagy egészben  a   George Russell, 10th Duke of Bedford című angol Wikipédia-szócikk ezen változatának fordításán alapul.  Az eredeti cikk szerkesztőit annak laptörténete sorolja fel. Ez a jelzés csupán a megfogalmazás eredetét és a szerzői jogokat jelzi, nem szolgál a cikkben szereplő információk forrásmegjelöléseként.
- Ez a szócikk részben vagy egészben  a   Herbrand Russell, 11th Duke of Bedford című angol Wikipédia-szócikk ezen változatának fordításán alapul.  Az eredeti cikk szerkesztőit annak laptörténete sorolja fel. Ez a jelzés csupán a megfogalmazás eredetét és a szerzői jogokat jelzi, nem szolgál a cikkben szereplő információk forrásmegjelöléseként.
- Ez a szócikk részben vagy egészben  a   Hastings Russell, 12th Duke of Bedford című angol Wikipédia-szócikk ezen változatának fordításán alapul.  Az eredeti cikk szerkesztőit annak laptörténete sorolja fel. Ez a jelzés csupán a megfogalmazás eredetét és a szerzői jogokat jelzi, nem szolgál a cikkben szereplő információk forrásmegjelöléseként.
- Ez a szócikk részben vagy egészben  az   Ian Russell, 13th Duke of Bedford című angol Wikipédia-szócikk ezen változatának fordításán alapul.  Az eredeti cikk szerkesztőit annak laptörténete sorolja fel. Ez a jelzés csupán a megfogalmazás eredetét és a szerzői jogokat jelzi, nem szolgál a cikkben szereplő információk forrásmegjelöléseként.
- Ez a szócikk részben vagy egészben  a   Robin Russell, 14th Duke of Bedford című angol Wikipédia-szócikk ezen változatának fordításán alapul.  Az eredeti cikk szerkesztőit annak laptörténete sorolja fel. Ez a jelzés csupán a megfogalmazás eredetét és a szerzői jogokat jelzi, nem szolgál a cikkben szereplő információk forrásmegjelöléseként.
- Ez a szócikk részben vagy egészben  az   Andrew Russell, 15th Duke of Bedford című angol Wikipédia-szócikk ezen változatának fordításán alapul.  Az eredeti cikk szerkesztőit annak laptörténete sorolja fel. Ez a jelzés csupán a megfogalmazás eredetét és a szerzői jogokat jelzi, nem szolgál a cikkben szereplő információk forrásmegjelöléseként.
- Ez a szócikk részben vagy egészben  az   Earl of Bedford című angol Wikipédia-szócikk ezen változatának fordításán alapul.  Az eredeti cikk szerkesztőit annak laptörténete sorolja fel. Ez a jelzés csupán a megfogalmazás eredetét és a szerzői jogokat jelzi, nem szolgál a cikkben szereplő információk forrásmegjelöléseként.
- Ez a szócikk részben vagy egészben  a   Hugh de Beaumont, 1st Earl of Bedford című angol Wikipédia-szócikk ezen változatának fordításán alapul.  Az eredeti cikk szerkesztőit annak laptörténete sorolja fel. Ez a jelzés csupán a megfogalmazás eredetét és a szerzői jogokat jelzi, nem szolgál a cikkben szereplő információk forrásmegjelöléseként.
- Ez a szócikk részben vagy egészben  az   Enguerrand VII de Coucy című angol Wikipédia-szócikk ezen változatának fordításán alapul.  Az eredeti cikk szerkesztőit annak laptörténete sorolja fel. Ez a jelzés csupán a megfogalmazás eredetét és a szerzői jogokat jelzi, nem szolgál a cikkben szereplő információk forrásmegjelöléseként.
- Ez a szócikk részben vagy egészben  a   Baron Russell of Thornhaugh című angol Wikipédia-szócikk ezen változatának fordításán alapul.  Az eredeti cikk szerkesztőit annak laptörténete sorolja fel. Ez a jelzés csupán a megfogalmazás eredetét és a szerzői jogokat jelzi, nem szolgál a cikkben szereplő információk forrásmegjelöléseként.
- Ez a szócikk részben vagy egészben  a   William Russell, 1st Baron Russell of Thornhaugh című angol Wikipédia-szócikk ezen változatának fordításán alapul.  Az eredeti cikk szerkesztőit annak laptörténete sorolja fel. Ez a jelzés csupán a megfogalmazás eredetét és a szerzői jogokat jelzi, nem szolgál a cikkben szereplő információk forrásmegjelöléseként.
- Ez a szócikk részben vagy egészben  a   Baron Ampthill című angol Wikipédia-szócikk ezen változatának fordításán alapul.  Az eredeti cikk szerkesztőit annak laptörténete sorolja fel. Ez a jelzés csupán a megfogalmazás eredetét és a szerzői jogokat jelzi, nem szolgál a cikkben szereplő információk forrásmegjelöléseként.